# Tvé překrásné já
Tvé překrásné já (v angl. originále Beautiful You) je dystopický sci-fi román se sexuální tematikou, jehož autorem je americký prozaik Chuck Palahniuk.. V anglickém originále titul vyšel roku 2014. Český překlad Richarda Podaného byl vydán roku 2015 v nakladatelství Odeon.

## Obsah
Mladá a ambiciozní, ale ne právě úspěšná studentka práv, pracující jako poskok pro jednu právnickou firmu, Penny Harriganová se shodou okolností seznámí s nejbohatším mužem planety, počítačovým magnátem Corneliem Maxwellem, který se dosud stýkal jen s bohatými a vlivnými ženami (herečkami, následnicí britského trůnu i americkou prezidentkou) a pozve ji na schůzku. Jejich vztah se vyvine v sexuální vazbu, Penny tráví veškerý čas v Maxově posteli a on ji dovádí k dokonalým orgasmům při zkoušení nejrůznějších sexuálních pomůcek a chemikálií, přičemž si všechny její reakce s chladným odstupem vědce zapisuje a dokumentuje. Jeho cílem je uvést na trh řadu erotických hraček pod názvem Tvé překrásné já a sloganem „Brzy bude nahrazena miliarda manželů.“ Takto prozkoumal tisíce žen a vyzkoušel stovky pomůcek po celém světě a všechny reakce si zapsal do deníku, aby své výtvory mohl zdokonalovat.
Penny si užívá zájmu médií i celebrit a poznává s Maxem hranice svojí sexuality. Maxova někdejší přítelkyně, filmová hvězda Allouette, kterou Penny nahradila, se ji snaží varovat, že se brzy stane jen její otrokyní, tak jako všechny jeho někdejší přítelkyně, Penny tomu však nevěnuje větší pozornost. Když uplyne přesně 136 dnů jejího vztahu s Maxwellem (to už si její tělo vybudovalo jistou rezistenci vůči přípravkům a reakce tak nejsou zcela spontánní a původní), pošle jí Maxwell pryč s příkazem, ať ho nezkouší kontaktovat a nikomu neříká o tom, co s ní prováděl. Jinak jí zablokuje přístup k účtu s padesáti miliony dolarů, který jí nechal zřídit. Všechny jeho vědecké vztahy trvaly přesně 136 dní, čili s tím počítala. Zároveň od něj dostala všechny šperky a oblečení, které si za dobu „vztahu“ koupila a navíc její oblíbenou erotickou hračku, plastovou vážku s křidélky, jejichž pohyb jí dělal tak dobře. Nicméně když odlétá soukromým letadlem pryč a nechá v sobě hračku zapnutou, křidélka se ulomí a tělo pukne. Nějaký čas nato je terčem pokusu o znásilnění, které skončí neúspěšně, útočníkův penis je krvavě zraněn při pokusu proniknout do ní. Nicméně rentgen ani jiná vyšetření příčinu neodhalí, Penny si myslí, že se jen pořezal u zip kalhot.
Allouette umírá při předávání Oscarů ve změti nepochopitelných samovolných orgasmů na jevišti, kde k masturbaci využije i zlatou sošku. I prezidentka USA, Clarissa Hindová, se ji pokouší varovat, vysvětluje jí cosi o Maxově snaze ovládat své partnerky skrze sexuální uspokojení a poradí ji vydat se do Himálaje, kde sídlí jeho pradávná tantrická učitelka, která ho vycvičila v oné sexuální magii. Na následujícím summitu OSN prezidentka spáchá sebevraždu. Na trh je uvedena řada Tvé překrásné já a díky masivní reklamní kampani se miliony žen stanou majitelkami nejrůznějších hraček, které jim přivedou lepší orgasmus, než kdy dokáže jakýkoliv muž a brzy se na svém uspokojení stanou závislými. Kromě obrovských zisků z prodeje pomůcek se zvedají tržby i firmám, které vyrábějí konkrétní oděvy, boty, tisknou nesmyslné romantické knihy o upírech – a jsou zároveň dceřinými společnostmi Maxwellova impéria. Astronomické zisky mají na svědomí právě zfanatizované ženy, které je po davech loví v obchodech. Penny se vydává do Himálaje, cestou se ale zastaví doma v Omaze. Tam ve sklepě svých rodičů ze starých časopisů zjistí, že se Maxwell zabýval před vývojem sexuálních hraček vývojem nanobotů. Dochází jí, že mikroskopičtí roboti, kteří se z rozbité Vážky uvolnili do jejího těla, jsou schopní stimulovat její centra rozkoše a řídit mozek žen tak, aby měly zájem o konkrétní prodejní artikly. Mimo jiné dokážou simulovat skutečné prožitky a navodit halucinace.
V Nepálu Maxovu učitelku, dvěstěletou Bábá Šedovousou, která ji naučí tantrickým praktikám a ovládáním sexuální energie, kterou se bude moci bránit Maxovým pokusům o manipulaci s ní. Ta jí mimo jiné řekne, že Max měl kdysi manželku.
Navzdory tomu, že je Vážka poruchová hračka (všem se lámou křidélka a puká trup), prodávají se po tunách a ženy prakticky mizí z veřejného života – všechny utekly neznámo kam, nebo jsou doma na hranici smrti dehydratací a vyčerpáním, když celé dlouhé dny tráví v honbě za uspokojením. Muži začínají být zoufalí, hledají své manželky a matky svých dětí, které nevysvětlitelně odešly od rodin. Jediné místo, kde je žen dost, je fronta před prodejnou „Tvé překrásné já“. Naproti tomu muži hledají své ženy, hledají Penny (kteroužto ze situace viní) a na fotbalovém stadionu pálí všechny dostupné výrobky, které je nahradily. Ty v ohnivých explozích létají vzduchem a zapalují, co se dá.
Penny se už dříve rozhodla žalovat Maxwellovu firmu pro nekvalitní Vážku a z celého světa sbírala zprávy o ženách, které jsou ochotné se na žalobě podílet. Nicméně po nějakém čase všechny ustoupí a odmítnou. Penny také napadne, že je vlastně spoluautorem celé řady, měla by tudíž mít podíl na zisku a pro toto se s přítelem Tadem pokusí shromáždit důkazy, kterýchžto nejlepším zdrojem jsou Maxovy deníky. Soud se koná po jejím návratu z Nepálu, nicméně Max ji má díky nanobotům pevně v moci a během líčení je odvezena sanitkou pro neutuchající orgasmy, které jí dálkově způsobil stejně, jako na Oscarech Allouette. Svou dálkovou manipulací docílí toho, že je navzdory nevoli nucena do svatby, která by završila jeho snahu ovládnout všechny ženy na světě a z ní udělat ředitelku celého jeho impéria.
V katedrála jí matka dá výstřižek z časopisu se zmínkou, že se Maxwell zabýval i klonováním. Během obřadu vejde Bábá Šedovousá a křičí na něj, ať se přizná, proč tak prahnul po pochopení sexuálních tajemství a přístupu k tisícům ženským klínům. Max hrozí zabitím milionů žen díky svému kapesnímu počítači, ze kterého nanoboty řídí a kterým Penny způsobuje další mučivé orgasmy. Ta se snaží bránit podle rad Bábá, kterou mezitím Maxwell smrtelně poraní. Penny nakonec díky nabytým schopnostem zabije Maxe přenosem hořících falů a jejich zatětím do jeho rozkroku. Před jeho smrtí ale vyjde najevo, že Penny, která se nečekaně narodila po neúspěšných pokusech svých rodičů, je ve skutečnosti dcerou Maxwella, který před třiceti lety zkoušel své sexuální dovednosti na její matce a přitom do ní vpravil zygotu klonu své mrtvé manželky. Kromě nanobotů implantoval do všech ženských těl, která vyzkoušela účinky Vážky, i zárodek klonu své milované ženy, se kterou byl ve svazku 136 dní. Celá další generace žen tak bude duplikáty jeho mrtvé dokonalé Phoebe, které se sama Penny neuvěřitelně podobala.
Sama Penny se vydává na Everest do jeskyně Bábá, kde po jejím vzoru zkoumá svou sexualitu mimo jiné i díky deníkům, o které Maxwella okradla … a jeho počítači, který všem ženám způsobuje kýžené blaho, jež si samy, ani za pomoci manželů, nedokážou přivodit.